# Serrallonga de Baix
Serrallonga de Baix és una obra d'Alpens (Lluçanès) inclosa a l'Inventari del Patrimoni Arquitectònic de Catalunya.

## Descripció
Construcció de planta rectangular amb els murs de pedres irregulars i morter i el teulat a doble vessant lateral a la façana de la porta principal. La porta d'entrada és un arc de maons sobre la qual hi ha una inscripció. Totes les obertures de la casa tenen llindes de fusta. La façana principal es presenta ordenada amb la porta a la planta baixa, tres finestres al primer pis i tres finestres més petites a les golfes. Els murs, amb poc morter, es conserven en bon estat i el teulat està poc cuidat. A l voltant de la casa hi ha restes d'antigues construccions.

## Història
Situada dins l'antic terme del castell de la Guàrdia, en el lloc antigament anomenat Vilallonga, la casa de Serrallonga apareix documentada en els segles XIII-XIV donant nom a la propera església romànica de Sant Pere de Serrallonga. L'actual construcció però és un edifici del segle xix, fet segons diu la placa de pedra de sobre la porta d'entrada a la casa, per Franco Morra. Possiblement les restes d'antigues construccions que hi ha porp de la casa, són les restes de l'antic mas de Serrallonga que està documentat de l'antic.